# ГЕС Гуадалупе 4
ГЕС Гуадалупе 4 (Diego Calle Restrepo) — гідроелектростанція у центральній частині Колумбії. Знаходячись між ГЕС Гуадалупе 3 та ГЕС Порсе 3, входить до складу гідровузла у сточищі  річки Нечі (права притока Кауки, яка в свою чергу є лівою притокою Магдалени, котра впадає до Карибського моря в місті Барранкілья). 
В 1930-1940-х роках для забезпечення електроенергією одного з найбільших колумбійських міст Медельїну спорудили станції Гуадалупе 1 (40 МВт) та Гуадалупе  2 (10 МВт) на річці Гуадалупе, лівій притоці Порсе, котра в свою чергу є правою притокою згаданої вище Нечі. В 1960-х схему першої станції повторили для значно потужнішої ГЕС Гуадалупе 3. А ще за два десятиліття, у 1985-му, стала до ладу станція Гуадалупе 4. Вона відбирала ресурс у тому ж місці, де і друга станція, проте завдяки розташуванню машинного залу нижче по течії, використовувала значно більший напір. Одночасно із запуском четвертої ГЕС перші дві були виведені з експлуатації. 
Відпрацьований на станції Гуадалупе 3 ресурс потрапляє у нижній балансувальний резервуар об’ємом 22 тис м3, звідки спрямовується у прокладений в правобережному гірському масиві дериваційний тунель довжиною 6,4 км. На завершальному етапі по схилу прокладений напірний водовід довжиною біля 0,5 км, який по завершенні спуску перетинає Гуадалупе та виходить до розташованого на її лівому березі машинного залу четвертої станції. Тут встановлено три турбіни типу Френсіс – дві по 67 МВт та одна на 68 МВт, які при напорі у 417 метрів забезпечують виробництво 1205 млн кВт-год електроенергії на рік. 
Відпрацьований ресурс потрапляє в Гуадалупе та слідує по ній природним шляхом до впадіння у Порсе, на якій нижче по течії знаходиться гребля ГЕС Порсе 3.